# Aron Stevens
Aron Steven Haddad (Worcester, 3 agosto 1982) è un wrestler statunitense sotto contratto con la National Wrestling Alliance, dove è l'attuale detentore dell'NWA World Tag Team Championship con JR Kratos al suo primo regno.
Haddad è principalmente ricordato per i suoi trascorsi tra il 2012 e il 2016 nella WWE, dove si esibiva con il ring name Damien Sandow e ha detenuto una volta il WWE Tag Team Championship (con The Miz) e ha vinto l'edizione 2013 del Money in the Bank.

## Carriera

### World Wrestling Entertainment (2003–2007)

#### Ohio Valley Wrestling (2003–2006)
Dopo essersi fatto un nome nella Chaotic Wrestling, vincendo il massimo alloro, Stevens passa alla Ohio Valley Wrestling (OVW). Combatte inoltre nei programmi di secondo piano della WWE, come Heat dove perde contro Steven Richards, Charlie Haas e Shelton Benjamin.
A un house show nel 2004, Stevens e Nova sconfiggono Caylen Croft e Tank Toland vincendo gli OVW Southern Tag Team Championship.
Il 4 gennaio 2006, Stevens vince l'OVW Television Championship in un Triple Treath Match contro Brent Albright e il campione CM Punk. In realtà, il match non doveva comprendere Stevens ma Ken Doane che però si infortunò e non poté combattere. L'8 marzo perde il titolo contro Seth Skyfire.

#### Match sporadici e licenziamento (2006)

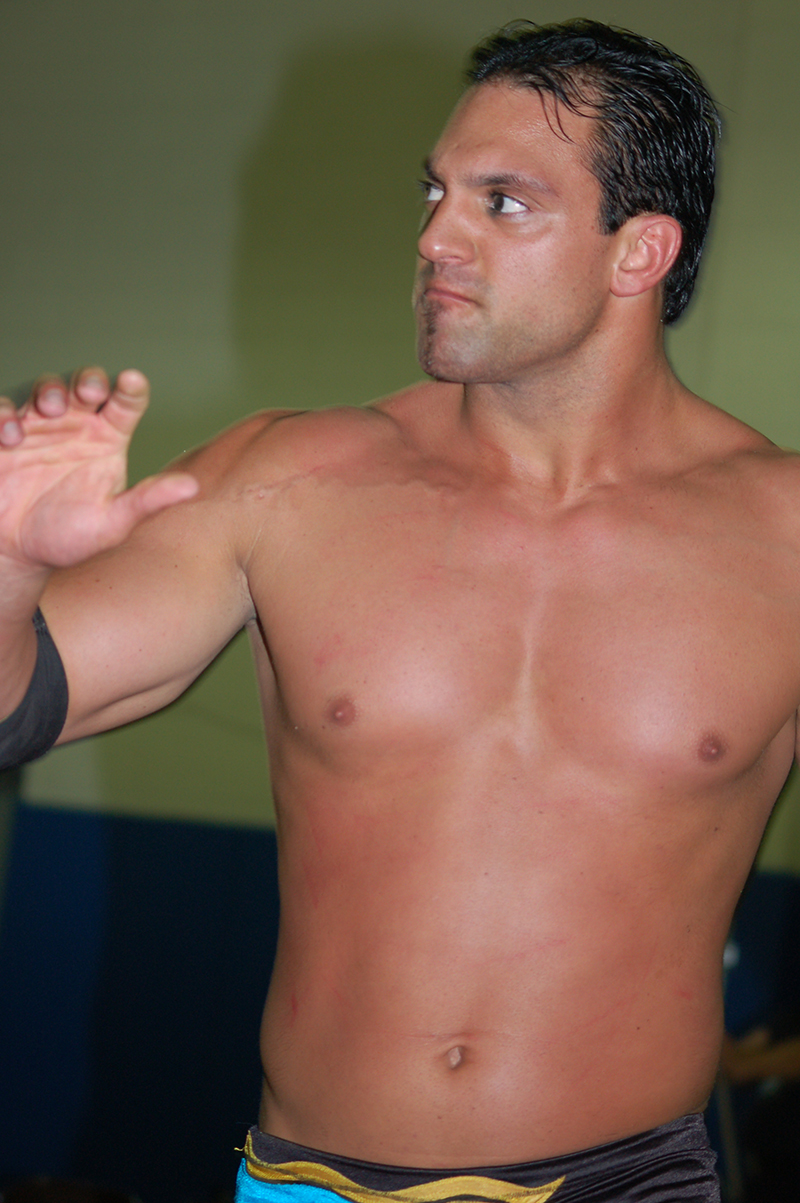
Aaron Stevens nell'ottobre del 2008

Il 4 agosto 2006, Stevens fa il suo debutto a SmackDown! introdotto da Michelle McCool insieme a KC James, sconfiggendo con quest'ultimo la coppia formata da Funaki e Scotty 2 Hotty. La settimana successiva, Stevens e James sconfiggono i WWE Tag Team Champions Paul London e Brian Kendrick in un match non titolato, ottenendo dunque una title shot al WWE Tag Team Championship. Stevens e James ebbero anche una faida con i Pit Bulls (Kid Kash e Jamie Noble), anche loro vogliosi di una opportunità per i titoli. Stevens e James vennero però sconfitti l'8 ottobre a No Mercy da London e Kendrick, i quali mantennero i titoli. Poco dopo, vengono rimandati in Ohio Valley Wrestling per ulteriore allenamento.
Dopo una breve permanenza a SmackDown!, Stevens torna in OVW. Qui, il 14 marzo 2007, sconfigge Paul Burchill conquistando l'OVW Heavyweight Championship. Perde il titolo il 9 maggio sempre contro Burchill. L'8 giugno diventa contendente numero 1 al titolo OVW ma non userà mai questa title-shot a causa del suo licenziamento, che avviene il 6 agosto 2007.

### Ritorno in OVW (2008–2009)
Stevens ritorna a sorpresa il 12 novembre 2008 in OVW sconfiggendo Anthony Bravado, detentore del titolo OVW. Il 26 novembre sconfigge Bravado e conquista per la seconda volta l'OVW Heavyweight Championship, che perde il 14 gennaio 2009 contro Vaughn Lilas.

### World Wrestling Council (2009–2010)
Stevens approda in World Wrestling Council nel febbraio 2009, sconfiggendo al debutto Angel. Conquista il WWC Puerto Rico Heavyweight Championship sconfiggendo BJ ma lo perde contro Shane Sewell. Il 15 agosto 2009, Stevens e Shawn Spears vincono il WWC World Tag Team Championship contro Thunder e Lightning.

### Ritorno in WWE (2010–2016)

#### Florida Championship Wrestling (2010–2012)
Il 14 luglio 2010, Stevens firma un nuovo contratto di sviluppo con la WWE e viene mandato in Florida Championship Wrestling, dove assume il nome di Damien Sandow. L'11 novembre, vince una over the top rope battle royal a 5 uomini, sconfiggendo Bobby Dutch, Big E Langston, Roman Leakee e Marcus Owens. Il 3 dicembre 2010, in coppia con Titus O'Neil, vince l'FCW Florida Tag Team Championship sconfiggendo Xavier Woods e Mason Ryan in un incontro che stabiliva i nuovi campioni, dato che gli ex-campioni (lo stesso Woods e Wes Brisco) erano stati costretti a rendere i titoli vacanti a causa dell'infortunio di Brisco. Durante il loro regno da campioni, Sandow e O'Neil iniziano un feud con la coppia formata da Richie Steamboat e Seth Rollins contro i quali difendono le cinture il 23 gennaio 2011. Il 2 febbraio, sconfigge Xavier Woods ad un match singolo. Il 25 marzo 2011, Sandow & O'Neil perdono le cinture di coppia FCW contro Seth Rollins e Richie Steamboat. Nei tapings FCW del 7 aprile, Damien Sandow viene sconfitto da Hunico. Ha poi una faida con il suo ex tag team partner Titus O'Neil e i due si affrontano nei tapings del 28 aprile, dove è Sandow ad avere la meglio. Il 26 maggio, tenta l'assalto all'FCW Florida Heavyweight Championship, ma perde contro il campione Bo Rotundo. All'FCW Gainesville Show dell'8 luglio, Damien Sandow perde un 6-man tag team match insieme a Lucky Cannon e Dean Ambrose contro Bo Rotundo, Seth Rollins e Titus O'Neil. Il match è stato deciso da John Morrison che era ospite speciale dello show poiché Cannon, Ambrose e Sandow si dicevano stufi di vedere la faccia di Morrison ovunque. Nei tapings del 1º settembre, Sandow partecipa al torneo per decretare il nuovo campione FCW: dopo aver sconfitto Leakee, accede alla finale, un Fatal 4-Way match che però viene vinto da Leo Kruger. Tre settimane dopo, tuttavia, si riscatta vincendo l'FCW 15 Championship contro Seth Rollins. Perde il titolo il 12 gennaio 2012, quando a strapparglielo è Richie Steamboat. Il 2 marzo, tenta l'assalto di nuovo al titolo FCW ma a sconfiggerlo è il campione Seth Rollins.

#### Team Rhodes Scholars (2012–2013)

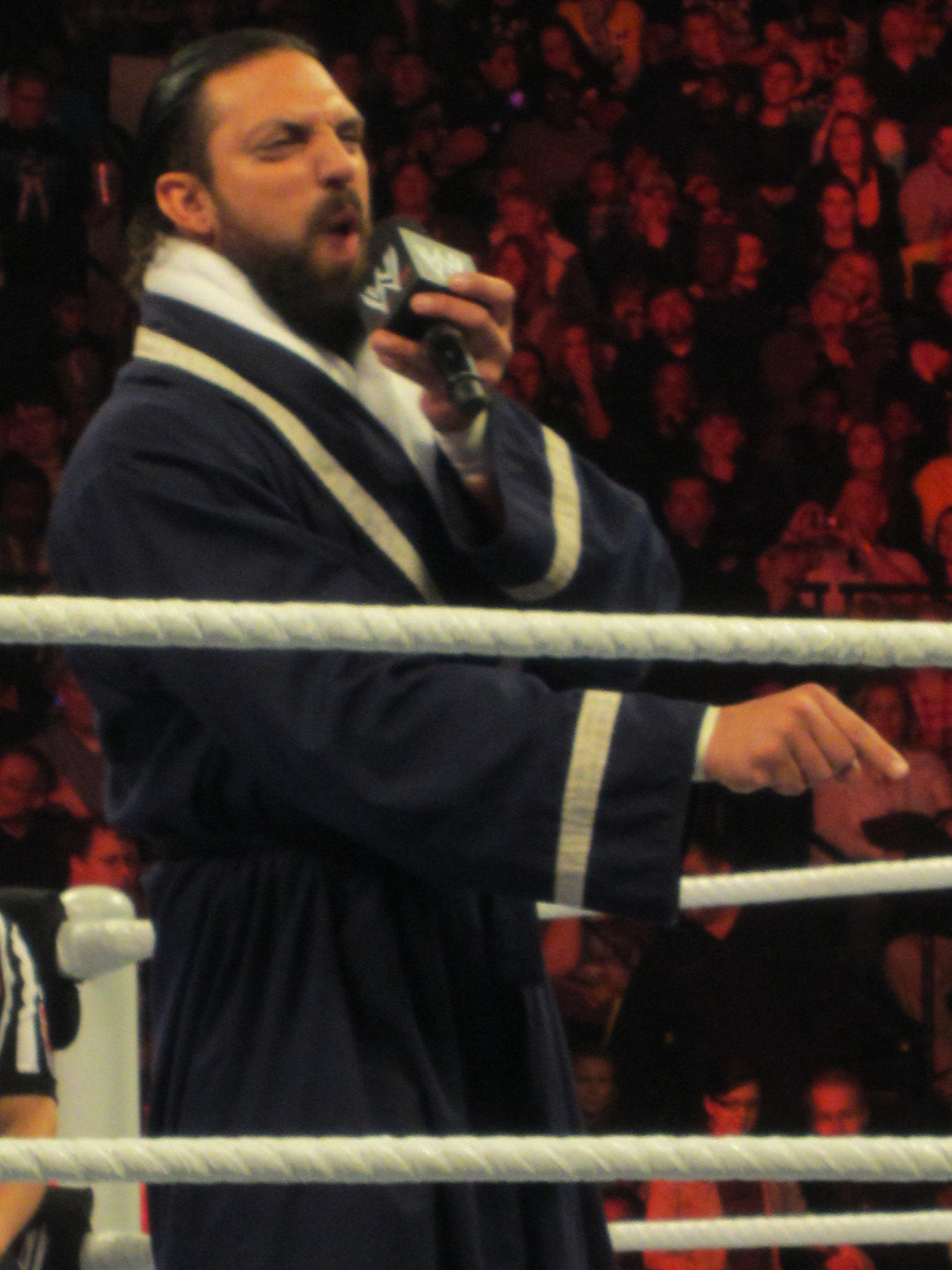
Aaron Stevens con la gimmick dell'intellettuale nel febbraio del 2013

Nella puntata di WWE SmackDown del 6 aprile, Sandow fa il suo debutto in un promo, dicendo di essere un uomo di classe e di cultura e che è pronto a portare la civiltà nei ring WWE, annunciando che il suo debutto avverrà a breve. Avrebbe dovuto debuttare nella puntata del 4 maggio di SmackDown contro Derrick Bateman, ma invece tiene un promo dove dice che non si esibirà finché non affronterà un avversario secondo lui degno. Nella puntata di WWE SmackDown dell'11 maggio viene intervistato da Matt Striker nel backstage e anche qui tiene un promo. Nella puntata di SmackDown del 18 maggio incontra nel backstage Zack Ryder, intento a registrare una delle sue puntate di "Z! True Long Island Story" e rimane disgustato dal linguaggio e dall'abbigliamento di quest'ultimo. Successivamente avrebbe dovuto combattere contro Yoshi Tatsu, ma anche questa volta non ritiene l'avversario degno. In risposta, Tatsu lo insulta chiamandolo pollo; così Sandow, irritato, lo attacca alle spalle e lo mette K.O.con la sua finisher, la Terminus. Nella puntata di WWE SmackDown del 25 maggio combatte il suo primo match ufficiale e sconfigge agilmente Yoshi Tatsu.
Dopo una brevissima rivalità con Tyson Kidd, nella puntata di WWE SmackDown del 29 giugno, sconfigge Zack Ryder e si qualifica per il Money in the Bank Ladder Match di SmackDown. Nella puntata speciale SmackDown: Great American Bash perde una 20-man Over The Top Rope Battle Royal per decretare il nuovo General Manager di SmackDown venendo eliminato da Zack Ryder e alla fine sarà proprio lui a essere il prossimo General Manager. A Money in the Bank non riesce a conquistare l'ambiziosa valigetta, la quale è stata vinta da Dolph Ziggler. Nella puntata di 1000 di Raw del 23 luglio, interrompe la D-Generation X ma viene poco dopo attaccato da essa. La settimana successiva inizia un feud con Brodus Clay e il 6 agosto lo attacca infortunandolo al ginocchio. Nella puntata di Raw del 13 agosto, viene distratto da Brodus Clay durante il suo match contro Christian, ma riesce comunque a vincere il match. La settimana successiva a Raw, sconfigge Clay.
Dopo qualche match di rilievo contro Sheamus e Randy Orton, dai quali Sandow si tira indietro, si allea con Cody Rhodes formando il Team Rhodes Scholars. Nella puntata di Raw del 24 settembre, Damien e Cody Rhodes, attaccano alle spalle Kane e Daniel Bryan. Nella puntata di WWE SmackDown del 28 settembre i Rhodes Scholars sconfiggono gli Usos, avanzando nel torneo che decreta i primi sfidanti ai titoli di coppia per Hell in a Cell. A Raw dell'8 ottobre, sconfiggono anche Zack Ryder e Santino Marella, avanzando alla finale del torneo. Prima della finale a SmackDown il 19 ottobre, sconfiggono Epico e Primo in un match di preparazione, dato che questi erano già stati eliminati dal torneo. Nella puntata di Raw del 22 ottobre, vincono la finale del torneo contro Rey Mysterio e Sin Cara, e sfideranno Kane & Daniel Bryan per i WWE Tag Team Championship a Hell in a Cell, dove riescono a vincere, ma solamente per squalifica per eccessiva aggressività da parte di Kane. Nella puntata di WWE Main Event del 14 novembre, i Rhodes Scholars tentano ancora l'assalto ai titoli, ma vengono sconfitti da Bryan e Kane. Alle Survivor Series, Sandow fa parte del Team Ziggler che sconfigge il Team Foley. Nella puntata di SmackDown post Survivor Series, ha l'opportunità di conquistare il titolo intercontinentale, ma perde contro il campione Kofi Kingston. A Main Event ha un match contro John Cena, che viene vinto dal bostoniano con la STF. Nella puntata di Raw del 10 dicembre combatte con Cody Rhodes e vince un Fatal 4-Way Tag Team Match contro gli Usos, i Prime Time Players e Primo ed Epico, ottenendo un match valido per decretare gli sfidanti al WWE Tag Team Championship a TLC contro Rey Mysterio e Sin Cara in un Tag Team Tables match. A TLC riescono a sconfiggere i due messicani, grazie ad una spinta di Cody Rhodes a Sin Cara facendolo precipitare su due tavoli che si rompono, ritornando così primi sfidanti alle corone. Incasseranno la loro title shot a WWE Main Event, non riuscendo ancora a trionfare. Alla Royal Rumble, i Rhodes Scholars non riescono a vincere i titoli di coppia. Poi partecipa anche al Royal Rumble match, entrando con il numero 20 e venendo eliminato da Ryback.
Nella puntata SmackDown del 1º febbraio, Sandow e Rhodes decidono di rompere il team e riprendere la loro carriera da singoli, aggiungendo però che saranno sempre migliori amici. Ad Elimination Chamber, rinnovano momentaneamente la partnership, perdendo però contro Brodus Clay e Tensai. Rhodes e Sandow ritornano a fare coppia fissa e, a WrestleMania 29, avrebbero dovuto affrontare in squadra con le Bella Twins, il Team composto da Brodus Clay, Tensai, Cameron e Naomi, ma il match si è poi disputato la sera seguente a Raw ed ha visto prevalere questi ultimi. Il 15 maggio, ottiene ad NXT un match valido per l'NXT Championship contro Big E Langston, ma viene sconfitto. Nel Kick-Off di WWE Payback, perde contro Sheamus. Nella successiva puntata di Smackdown perde di nuovo con l'irlandese in un Dublin Street Fight match. Nella puntata di WWE Main Event del 3 luglio, perde contro Christian.

#### Money in the Bank (2013–2014)
Al Money in the Bank pay-per-view vince l'omonimo match e conquista la valigetta con un contratto valido per il World Heavyweight Championship, tradendo il suo amico Cody Rhodes. La notte dopo a Raw, Sandow perde contro Christian e a fine match viene attaccato da Rhodes, ma riesce a fuggire con la valigetta tra le braccia. Nella puntata di SmackDown del 19 luglio, Sandow viene nuovamente attaccato da Rhodes riuscendo a fuggire anche stavolta. Nella puntata di SmackDown del 26 luglio, Rhodes ruba la valigetta da Sandow e la getta nel Golfo del Messico; Sandow si è lanciato in acqua per recuperarla, ma ha rinunciato perché non sapeva nuotare. A Summerslam e la notte successiva a Raw, Sandow perde contro Rhodes. Nella puntata di SmackDown del 18 ottobre affronta il World Heavyweight Champion Alberto Del Rio, combattendo da face per l'occasione, uscendo però sconfitto. Nella puntata di Raw del 28 ottobre fallisce l'incasso della valigetta contro John Cena, non riuscendo a vincere il World Heavyweight Championship. Nella puntata di Raw del 2 dicembre batte Dolph Ziggler, conquistando un'opportunità per l'Intercontinental Championship detenuto da Big E Langston. A TLC, Sandow perde contro Langston, non riuscendo a conquistare l'Intercontinental Championship. Nella puntata di Raw Old School, Sandow perde contro The Great Khali; dopo il match Sandow viene imprigionato nella Cobra Clutch dall'arbitro speciale del match, Sgt. Slaughter. Sandow torna nella puntata di Raw del 10 marzo 2015 per affrontare Daniel Bryan, ma Sandow si ritira dalla contesa perché davanti a lui c'è lo "Yes!" Movement" insieme allo stesso Bryan. Nella puntata di SmackDown del 14 marzo fa le sue scuse al COO della WWE Triple H per come si è comportato a Raw e il COO annuncia a Sandow che affronterà uno dei membri dello Shield, Seth Rollins, che sconfigge Sandow; dopo il match, ha subito una Triple Powerbomb. Nella puntata di Raw successiva a WrestleMania XXX, Sandow viene sconfitto dal rientrante Rob Van Dam.

#### Alleanza e faida con The Miz (2014–2015)
Il 12 maggio a Raw perde contro Cody Rhodes. Nella puntata di SmackDown del 16 maggio viene sconfitto da Santino Marella. Continua a lottare travestendosi da vari personaggi, includendo Magneto, Sherlock Holmes, Davy Crockett, il rapper D-Sizzle, Lance Stephenson, LeBron James, Abraham Lincoln, Paul Revere, Vince McMahon, Bruce Springsteen e Bret Hart. A Money in the Bank, in versione Paul Revere viene sconfitto da Adam Rose. A Battleground, partecipa alla 19-man Battle Royal per l'Intercontinental Championship non riuscendo a vincere, il quale viene vinto da The Miz.
A partire dal mese di agosto, Sandow forma un'alleanza con lo stesso The Miz, il quale si era auto-proclamato una star del cinema, e Sandow assume la gimmick della sua controfigura, diventando Damien Mizdow. Alle Survivor Series, i due vincono un Fatal 4-Way Tag Team Match contro Goldust e Stardust, gli Usos e i Los Matadores (Diego e Fernando), conquistando il WWE Tag Team Championship. A TLC: Tables, Ladders, Chairs and Stairs The Miz e Mizdow vengono sconfitti gli Usos (Jimmy Uso e Jey Uso) per squalifica, mantenendo tuttavia i titoli. I due, però, perdono i titoli contro gli Usos nella puntata di Raw del 29 dicembre.
A WrestleMania 31 partecipa all'Andrè the Giant memorial battle royal eliminando proprio The Miz per poi essere eliminato da Big Show. Nella puntata di Raw successiva al pay-per-view, dopo aver sconfitto Stardust, viene attaccato da The Miz che lo stende con la Skull Crushing Finale. Successivamente viene sconfitto da The Miz, anche se pochi giorni dopo riesce a vendicarsi.
Nella puntata di Raw del 20 aprile, perde contro The Miz (a causa del tradimento di Summer Rae) in un match il cui vincitore avrebbe avuto l'esclusività del "Brand The Miz", tornando ad essere Damien Sandow.

#### Varie faide e licenziamento (2015–2016)
Nella puntata di Raw del 27 aprile, tiene un promo in cui ringrazia tutti i fan dicendo di essere un nuovo Damien Sandow, rimanendo face, ma viene interrotto da Curtis Axel il quale attaccherà quest'ultimo. Nella puntata di SmackDown del 29 aprile, si presenta con una nuova theme song, battendo Curtis Axel.
Nella puntata di Raw dell'11 maggio combatte inizialmente con Curtis Axel, con il quale poi però si allea dopo l'invasione degli Ascension. Nel Kick-off di Payback Damien Sandow, versione "Macho Mandow", e Curtis Axel, versione Hulk Hogan hanno perso contro gli Ascension (Konnor e Viktor).
Nella puntata di SmackDown del 14 gennaio 2016 forma un team con Goldust, Jack Swagger e Zack Ryder ma i quattro vengono sconfitti dai Social Outcasts (Bo Dallas, Adam Rose, Heath Slater e Curtis Axel). Torna, dopo un periodo di assenza, a WrestleMania 32 del 3 aprile partecipando all'annuale André the Giant Memorial Battle Royal dove però è stato eliminato dal cestista Shaquille O'Neal (ospite speciale di tale Battle Royal). Nella puntata di SmackDown del 28 aprile Sandow è stato pesantemente sconfitto da Baron Corbin. Nella puntata di Raw del 2 maggio Sandow ha preso parte ad una 20-man Battle Royal per determinare il contendente nº1 allo United States Championship, detenuto da Kalisto, ma è stato eliminato da Titus O'Neil. Questo si è rivelato essere il suo ultimo match poiché il 6 maggio è stato licenziato dalla WWE.

### Impact Wrestling (2016–2017)
Debutta nella federazione Impact Wrestling con il ring name Aaron Rex eseguendo un segmento al microfono riguardo al suo passato in WWE.
Il 4 aprile 2017 annuncia di non essere più impegnato con Impact Wrestling.

### Ritorno in NWA (2018–presente)
Nella puntata di Power del 15 ottobre, fu annunciato il ritorno di Stevens nella National Wrestling Alliance. Il 14 dicembre, nello show NWA Into the Fire, Stevens ha sconfitto il precedente campione Colt Cabana e Ricky Starks in un Triple Threat match vincendo il NWA National Championship.

## Personaggio

### Mosse finali
- Come Aaron Rex
  - The Revelator (Discus elbow smash)
- Come Damien Sandow
  - M 14 (Arm trap snap swinging neckbreaker)
  - Silencer (Sitout Side Slam) – 2013
  - Terminus (Cross Arm Neckbreaker) – 2012
  - You're Welcome! (Full Nelson Slam) – 2013–2016
- Come Idol Stevens
  - Idolizer (Arm trap snap swinging neckbreaker)

### Soprannomi
- "The Intellectual Savior of the Masses"
- "The Intellectual Idol"
- "Mr. Money in the Bank"
- "Sir Money in the Bank"

## Titoli e riconoscimenti
- Chaotic Wrestling
  - Chaotic Wrestling Heavyweight Championship (1)
  - Chaotic Wrestling Tag Team Championship (1) – con Edward G. Xtasy

- Destiny Wrestling
  - Destiny Championship (1)

- Florida Championship Wrestling
  - FCW Florida Tag Team Championship (1) – con Titus O'Neil
  - FCW Jack Brisco 15 Championship (1)

- International Wrestling Association
  - IWA Hardcore Championship (1)

- National Wrestling Alliance
  - NWA National Championship (1)
  - NWA World Tag Team Championship (1) – con JR Kratos

- Ohio Valley Wrestling
  - OVW Heavyweight Championship (2)
  - OVW Southern Tag Team Championship (1) – con Nova
  - OVW Television Championship (1)
  - 3º OVW Triple Crown Champion

- Pro Wrestling Illustrated
  - 50º tra i 500 migliori wrestler singoli nella PWI 500 (2013)

- Total Nonstop Action Wrestling
  - Impact Grand Championship (1)
  - Impact Grand Championship Tournament (2016)

- World Wrestling Council
  - WWC World Tag Team Championship (4) – con Abbad (1), Chicano (1), King Tonga Jr. (1) e Shawn Spears (1)
  - WWC Puerto Rico Heavyweight Championship (1)

- WWE
  - WWE Tag Team Championship (1) – con The Miz
  - Money in the Bank (edizione 2013)
  - Slammy Award (2)
    - Double-Cross of the Year (2015) per aver eliminato The Miz dalla André the Giant Memorial Battle Royal a WrestleMania 31
    - LOL Moment of the Year (2014) come controfigura di The Miz